# Bato I

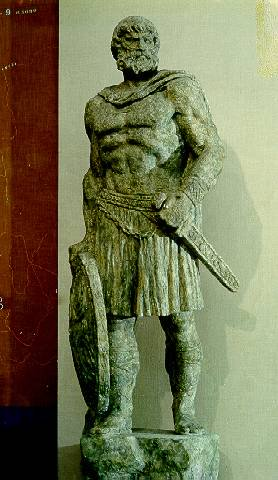
Estatua de Bato, el desitiata, expuesta en el Museo Histórico Nacional de Albania.

Bato o Batón I de Dalmacia fue un líder militar de la tribu iliria de los desitiatas, en la gran revuelta ilírica contra el Imperio romano entre los años 6 a 9 d. C. Finalmente se rindió ante los romanos. Según cuenta Suetonio, después de su rendición fue recompensado por el emperador Tiberio, que además lo trasladó a Rávena como agradecimiento por haberlo dejado escapar en una ocasión en la que se hallaba bloqueado con su ejército por los accidentes del terreno.
Probablemente nació entre el 35 y 30 a. C. en Alta Bosnia, cuando pertenecía a los desitiatas ilíricos. Bato fue un miembro de esa tribu, cuya patria era Bosnia Central, y en el momento crítico escogió liderar a su pueblo en la lucha contra los ocupantes romanos.
Desde 33 d. C. los desitiatas cayeron bajo la égida romana como comunidad peregrina autónoma. La comunidad de los Civitas desitiatas formaba parte de la provincia de Ilírico con capital en Salona, en la costa adriática. Bato era miembro de una distinguida familia y cuando llegó a la mayoría de edad, probablemente llegó a ser un político y oficial militar de su tribu, la que era gobernada por una asamblea pública elegida.